# België op de Olympische Winterspelen 1994
Tijdens de Olympische Winterspelen van 1994 die in Lillehammer werden gehouden nam België voor de vijftiende keer deel.
België werd op de zeventiende editie vertegenwoordigd door twee mannen en drie vrouwen die deel namen bij het alpineskiën en shorttracken.
De Belgische equipe behaalde deze editie geen medaille op de Winterspelen. België kwam derhalve niet voor in het medailleklassement.
De shorttrackers Geert Blanchart en Bea Pintens namen dit jaar respectievelijk voor de tweede en derde keer deel aan de Winterspelen.

## Deelnemers en resultaten
(m) = mannen, (v) = vrouwen 

### Alpineskiën
| Olympiër (deelname)    | Discipline     | Resultaat | Prestatie                                                                      |
| ---------------------- | -------------- | --------- | ------------------------------------------------------------------------------ |
| Véronique Dugailly (1) | afdaling (v)   | DNF       | opgave                                                                         |
| Véronique Dugailly (1) | combinatie (v) | 23e       | afdaling: 1.37,22 slalom: run 1: 1.02,97 run 2: 57,90 totaal: 3.38,09 (+32,93) |

### Shorttrack
| Olympiër (deelname) | Discipline | Resultaat | Prestatie                      |
| ------------------- | ---------- | --------- | ------------------------------ |
| Geert Blanchart (2) | 1000 m (m) | DSQ       | voorronde 6: gediskwalificeerd |
| Stephan Huygen (1)  | 500 m (m)  | 26e       | voorronde 7: 4e in 45,04       |
|                     |            |           |                                |
| Bea Pintens (2)     | 500 m (v)  | 27e       | voorronde 2: 4e in 49,59       |
| Bea Pintens (2)     | 1000 m (v) | 19e       | voorronde 8: 3e in 1.43,16     |
| Sofie Pintens (1)   | 500 m (v)  | DSQ       | voorronde 4: gediskwalificeerd |
| Sofie Pintens (1)   | 1000 m (v) | 17e       | voorronde 5: 3e in 1.41,12     |

Amerikaanse Maagdeneilanden · Amerikaans-Samoa · Andorra · Argentinië · Armenië · Australië · België · Bermuda · Bosnië en Herzegovina · Brazilië · Bulgarije · Canada · Chili · China · Chinees Taipei · Cyprus · Denemarken · Duitsland · Estland · Fiji · Finland · Frankrijk · Georgië · Griekenland · Groot-Brittannië · Hongarije · IJsland · Israël · Italië · Jamaica · Japan · Kazachstan · Kirgizië · Kroatië · Letland · Liechtenstein · Litouwen · Luxemburg · Mexico · Moldavië · Monaco · Mongolië · Nederland · Nieuw-Zeeland · Noorwegen · Oekraïne · Oezbekistan · Oostenrijk · Polen · Portugal · Puerto Rico · Roemenië · Rusland · San Marino · Senegal · Slovenië · Slowakije · Spanje · Trinidad en Tobago · Tsjechië · Turkije · Verenigde Staten · Wit-Rusland · Zuid-Afrika · Zuid-Korea · Zweden · Zwitserland